# Phil Fontaine
Pour les articles homonymes, voir Fontaine.
Phil Fontaine (20 septembre 1944 -) est un homme politique canadien. Il est né au Manitoba dans la nation Sagkeeng et sa langue maternelle est l'ojibwé. Il est diplômé en science politique de l'université du Manitoba. Il a dirigé l'Assemblée des Premières Nations de 1997 à 2000 puis de 2003 à 2009.
Phil Fontaine a annoncé le 4 juin 2009 qu'il ne solliciterait pas un nouveau mandat à titre de chef de l'Assemblée des Premières Nations lors des élections du 22 juillet 2009.
Depuis le 1er septembre 2009, Fontaine agit comme « conseiller spécial » pour RBC (Banque royale du Canada). Son mandat est de conseiller « les équipes des activités canadiennes de RBC afin d'aider l'entreprise à approfondir ses relations avec les gouvernements, les collectivités et les entreprises autochtones au Canada ».
En 2010, il rejoint le cabinet d'avocats international Norton Rose, toujours dans le domaine des relations avec les collectivités et les entreprises autochtones au Canada.
Il reçoit l'Ordre du Canada en 2012.